# Lucien-Émile Mossard
Lucien-Émile Mossard MEP (* 24. Oktober 1851 in Dampierre-sur-le-Doubs, Département Doubs; † 12. Februar 1920) war ein französischer römisch-katholischer Ordensgeistlicher und Apostolischer Vikar von West-Cochin.

## Leben
Lucien-Émile Mossard trat der Ordensgemeinschaft der Pariser Mission bei und empfing am 23. September 1876 das Sakrament der Priesterweihe.
Am 11. Februar 1899 ernannte ihn Papst Leo XIII. zum Titularbischof von Medea und zum Apostolischen Vikar von West-Cochin. Der Apostolische Vikar von Süd-Burma, Alexandre Cardot MEP, spendete ihm am 1. Mai desselben Jahres die Bischofsweihe; Mitkonsekratoren waren der Apostolische Vikar von Kambodscha, Jean-Baptiste Grosgeorge MEP, und der Apostolische Vikar von Ost-Cochin, Désiré-François-Xavier Van Camelbeke MEP.